# Friedrich Holtzmann
Friedrich Holtzmann (* 26. April 1876 in Straßburg; † 21. Februar 1948 in Karlsruhe) war ein deutscher Arzt und Hygieniker.

## Leben
Friedrich Holtzmann wurde 1876 als Sohn des Theologen Heinrich Holtzmann geboren, seine Mutter war die Tochter des Historikers Georg Weber. Die Frauenrechtlerin Adelheid Steinmann und der Historiker Robert Holtzmann waren seine älteren Geschwister. Gymnasium und Medizinstudium absolvierte Friedrich in Straßburg, wo er 1900 zum Dr. med. promoviert wurde. Während seines Studiums wurde er Mitglied des Studentengesangvereins Arion Straßburg im Sondershäuser Verband.
1906 trat Holtzmann in den Staatsdienst ein, wo er als Arzt der „Fabrikinspektion“ dem späteren Gewerbeaufsichtsamt Karlsruhe zugeteilt wurde. In den Bereichen Gewerbe-, Sozial und Berufshygiene war er wissenschaftlich tätig. 1912 konnte er sich habilitieren. In der Folge wurde Holtzmann 1919 zum außerordentlichen Professor, 1939 zum außerplanmäßigen Professor an der Technischen Hochschule Karlsruhe ernannt. Bis in die 1990er Jahre wurde sein Fachgebiet dort in gleicher Weise besetzt. Seine Stelle in der Gewerbeaufsicht behielt er bei.

## Werke
- Gewerbehygiene der Lederfabrikation: Mit besonderer Berücksichtigung der badischen Industrie. (Habilitations-Schrift) Vieweg, Braunschweig 1912.
- Hygiene der Tabakarbeiter: Hygiene der Lederindustrie, der Rosshaarspinnerei und der Bürstenfabrikation.- Hygiene der chemischen Grossindustrie, Anorg. Betriebe in: Weyls Handbuch der Hygiene, 2. Aufl.: J. A. Barth, Leipzig 1914, S. 525–607.
- Zur Frage der Staubeinwirkung auf die Lungen de Porzellanarbeiter. J. A. Barth, Leipzig 1923.
- Die Pforzheimer Schmuckwarenindustrie im Lichte der Sozialhygiene. in: Jahresbericht des badischen Gewerbeaufsichtsamtes 1923/24. Karlsruhe 1923.
- Die wirtschaftlichen, sozialen und gesundheitlichen Verhältnisse der Zigarrenarbeiter in Baden. Macklot, Karlsruhe 1925.
- Die Bedeutung der Beleuchtung für Gesundheit und Leistungsfähigkeit. Springer, Berlin 1928.
- Lärmarbeit und Ohr. (mit Karl Beck) Reimar Hobbing, Berlin 1929.
- Gewerbehygiene und Berufskrankheiten:Einführung für Betriebe, Ärzte u. Studierende. Braun, Karlsruhe 1949.